# National Center for Biotechnology Information

Logótipo do National Center for Biotechnology Information

National Center for Biotechnology Information (NCBI; em português: Centro Nacional de Informação Biotecnológica) é uma secção da United States National Library of Medicine (NLM; em português: Biblioteca Nacional de Medicina dos Estados Unidos da América), um ramo dos National Institutes of Health (em português: Institutos Nacionais de Saúde), com sede em Bethesda, Maryland. A instituição foi fundada em 1988 em resultado de legislação proposta pelo senador Claude Pepper.
O NCBI alberga dados provenientes da sequenciação de genomas no seu GenBank e mantém um índice de artigos de investigação biomédica que disponibiliza nas bases de dados PubMed Central e PubMed. Para além disso recolhe, trata e disponibiliza múltiplos outros tipos de informação relevante para o desenvolvimento da biotecnologia. Todas as bases de dados estão disponíveis na Internet através do motor de busca Entrez.
O NCBI é actualmente dirigido por David Lipman, um dos autores do algoritmo de alinhamento de sequências genéticas BLAST e uma figura reputada do campo da bioinformática.
A instituição mantém um programa interno de investigação científica, incluindo grupos liderados por Stephen Altschul (outro co-autor de BLAST), David Landsman e Eugene Koonin (um autor prolífico no campo da genómica comparativa).